# Ukrzyżowanie (obraz Masaccia)
Ukrzyżowanie – obraz Masaccia z 1426 przechowywany obecnie w Museo Nazionale di Capodimonte w Neapolu.
Ukrzyżowanie stanowiło część ołtarza przeznaczonego dla kościoła Santa Maria del Carmine w Pizie. 19 lutego 1426 Masaccio zgodził się na wykonanie pracy. Honorarium ustalono na 80 florenów. Wypłata pieniędzy nastąpiła 26 grudnia 1426, a zatem wówczas dzieło było już gotowe. Do dziś zachowało się 11 fragmentów ołtarza rozproszonych w wielu muzeach.
Obraz przedstawia na złotym tle scenę Ukrzyżowania. Z krzyża wyrasta drzewo zgodnie z symboliką krzyża jako drzewa życia. Pod krzyżem stoją Matka Boża, Jan Ewangelista, a klęczy Maria Magdalena w czerwonej szacie z ramionami rozłożonymi w geście rozpaczy. Cała scena została przedstawiona z obniżonej perspektywy.
Ukrzyżowanie Masaccio było inspiracją dla obrazu pod tym samym tytułem namalowanego ok. 1448 przez Piera della Francesca.